# Sexpyga soyoae
Sexpyga soyoae is een zee-egel uit de familie Arbaciidae.
De wetenschappelijke naam van de soort werd in 1975 gepubliceerd door Shigei.